# 3がつ11にちをわすれないためにセンター
3がつ11にちをわすれないためにセンター
| 住所     | 〒980-0821 宮城県仙台市青葉区春日町2-1 せんだいメディアテーク 7階 スタジオ |
| 開設     | 2011年5月3日                                                               |
| 分野     | 震災アーカイブ・映像・教育・美術                                           |
| アクセス | 地下鉄南北線勾当台公園駅下車、 「公園2」出口から徒歩6分                    |

3がつ11にちをわすれないためにセンター（center for remembering 3.11）は、仙台市の生涯学習施設であるせんだいメディアテークが市民、専門家、アーティストと協働し、2011年3月11日の東日本大震災とその後の復旧・復興のプロセスを独自に記録・発信していくために開設したプラットフォームである。2011年5月3日始動。略称は「わすれン！」。

## 概要
わすれン！では、ビデオカメラ等の技術や経験の有無にかかわらず、趣旨に賛同した人々が参加者となり、個人個人が体験した震災やそれにまつわることがらを映像、写真、音声、テキストなどで記録している。わすれン！に寄せられたそれらの記録は権利処理されたのち、「震災の記録・市民協働アーカイブ」として整理・保存され、ウェブサイトでの公開、ライブラリーへの配架（パネルやDVD）、展示や上映会の開催、さらには記録を囲み語る場づくりなど、さまざまな形で利活用されている。 震災から1年後の2012年3月より、わすれン！参加者が記録した映像や写真などの成果を上映・展示する「星空と路」を毎年開催している。
活動拠点はせんだいメディアテーク7階のスタジオ。わすれン！の活動に参加登録した参加者はスタジオの設備や機材を利用することができる。また2階の映像音響ライブラリーには、わすれン！が制作した定点観測写真パネルや「わすれン！DVD」、「わすれン！レコード」などが閲覧できる小さな移動式資料室「アーカイヴィークル」が常時設置されている。パネルやDVDは同ライブラリーで貸出も行っている。

## 来歴

### 震災直後からせんだいメディアテーク再開まで
せんだいメディアテークは東日本大震災によって7階の天井が一部落下し、休館を余儀なくされた。建物の構造自体には支障がなかったため、2011年5月3日に一部再開されることになったが、震災直後の混乱した状況下に東北地方の文化拠点のひとつである施設として、どのような活動や取り組みをしていくべきか議論がなされた。その際、事業の構想において重要であったのは、
1. 予算が凍結状態になる可能性も踏まえて「ゼロ円でもできる」こと
2. 生涯学習施設という「政策に合致している」こと
3. 立ち上げた事業の「スキームをスタッフがすでに持っている」こと
4. 民意、心情として「共感できる」こと[2]

の4点であった。そして大きく分けて2つの事業が立ち上げられる。そのひとつが、メディア活動として、震災復興の過程を市民自らが記録し保存していくための「メディアセンター的機能」をベースとした「わすれン！」であり、もうひとつが被災後の人々が寄り添い語り合える場をつくる「コミュニティセンター的機能」を持った「考えるテーブル」であった。「考えるテーブル」では現在まで「てつがくカフェ＠せんだい」による震災にまつわるテーマについて語り合う「てつがくカフェ」が継続的に開催されている。

### 「3がつ11にちをわすれないためにセンター」開設
わすれン！の発案者であり、当時せんだいメディアテーク企画・活動支援室長であった甲斐賢治は、それまで大阪を拠点としたremo（NPO法人 記録と表現とメディアのための組織）で「個人を発信源とする映像や音を用いた表現が、どのように社会的価値を持ち、それがコミュニケーションのありかたを変えるのか」に着目しながら市民と映像のワークショップなどを行ってきた経験を持つ。また、2008年の北海道洞爺湖サミットの時にはボランティアスタッフとして世界各地から市民有志が集まってつくられた「G8市民メディアネットワーク」に参加し、既成のマスメディアの視点からだけではなく、それとは異なる市民の視点で情報を発信する機会を得ていた。その時の経験が、震災後のわすれン！の取り組みに活用できると考えたのである。震災直後の混乱のなかで市民としてのいわば「当事者性」が急に底上げされ、それによってビデオカメラを持つ必然が生まれるかもしれないと感じたという。
そして、センターには「スタジオ」と「放送局」が設けられた。スタジオには情報収集やビデオカメラ等の取材用機材が用意されており、テキスト執筆、映像や写真の編集、インターネットへの配信などの作業が、放送局ではインターネットを介した番組の収録と配信がおこなわれていった。

## せんだいメディアテークにおける草アーカイブ
せんだいメディアテークでは、草の根的なアーカイブ（コミュニティ・アーカイブ）活動を行う市民にスタジオの環境や機材等を無償で提供し、その成果を公共財として記録・発信する仕組みを持っており、多くの協働者とともに、地域の出来事を記録し伝える取り組みを行っている。せんだいメディアテークの持つ機材やノウハウを提供し、市民と共に協働しながら行う「記録・収集」のプロセスと、その素材を持ち寄って上映会や展示の場をひらく「提示・表現」のプロセスを、スタジオを拠点とするプラットフォームにおいて行き来しながら、ともに考え、対話し、集められた記録を地域のアーカイブとして育てている。わすれン！もこの仕組みを軸にしており、多くの参加者と協働しながら震災にまつわることがらを記録・収集、そして利活用している。
一般的に、市民自らがその地域・コミュニティの出来事や歴史を記録し、アーカイブ化する試みのことを「コミュニティ・アーカイブ」と言うが、わすれン！スタッフは活動当初から、プロのアーキビストによる「プロ・アーカイブ」の対義語として「草アーカイブ」という言葉を使って捉えていた。専門家＝プロに任せきりにするのではなく、上手い下手にかかわらず誰もが楽しみながら関わることのができる草野球のように、ごく日常的な文化活動としてのアーカイブを目指すという意味で使われている。

## わすれン！参加者の取り組み
わすれン！参加者の取り組みは個人による記録から、その記録を見直す対話の場づくり、わすれン！参加者以外の一般の方々から震災の記憶を集める試みにまで多岐にわたる。それらの活動を協働で考え、場づくりや利活用を支えているのはわすれン！スタッフである。
定めた点から観て測る
さまざまな参加者によって記録された定点観測写真。被害を受けた場所がどう変わったか、また震災前の写真と比較することでそこにあった人々の暮らしを思い起こすことができる。
「レインボーアーカイブ東北」による手記
東日本大震災では多様な性の当事者たちの多くも被災し、それぞれ特有の困難を抱えていたがその現実はほとんど可視化されていない。「レインボーアーカイブ東北」では、今回の震災でみえた課題や今後の対策を洗い出し、これからの「備え」を蓄積していくために、セクシュアルマイノリティ当事者たちの生の声を手記として集めている。
こえシネマ
震災によって私たちの周りに生じたさまざまな「距離」から、言い出せなくなった言葉や話題を話すきっかけに「映像」がなりうるのではないかと、2012年より身近な目線で記録された映像を見て話し合う場を開いている。
3月12日はじまりのごはん －いつ、どこで、なにたべた？－
震災から時間が経ち当時のことを話す機会が少なくなるなかで、震災時の「食」にまつわる写真をきっかけに、来場者がそれらを見て思い出した体験や想いを付箋に書いてもらう参加型の展示を行うことで他者の記憶を収集するプロジェクト。震災を自分のこととして捉え直すきっかけをつくる試みである。NPO法人 20世紀アーカイブ仙台（現 3.11オモイデアーカイブ）とわすれン！が協働で企画。
障がい者グラフィティ
障がいのある当事者とその方々を支える人を招いて、それぞれの震災体験と支援活動について聞き、これからのバリアフリーやノーマライゼーションとは何かについて話し合うインターネット配信番組。
みみで眺める
震災直後や、復旧・復興の過程のさまざまな表情を「みみ」を通して眺めるプロジェクト。主にわすれン！スタッフが沿岸部や被害のあった市街地に赴き、その時の状況を音声で記録した。復旧・復興過程だけでなく、工事の終わった砂浜や被害を受けた住宅が撤去された場所など、復旧作業を終えた風景が広がる土地で鳴っている音も採取している。
わすれン！DVD
わすれン！参加者が撮影・編集した映像をDVD化し、せんだいメディアテーク2階の映像・音響ライブラリーに配架。2021年現在、99本のDVDが制作された。